# Bert Ostyn
Bert Ostyn, né en 1981, est un chanteur et guitariste belge. Depuis plus de dix ans, il est le leader du groupe Absynthe Minded. 
En février 2015, il sort son premier album solo.
En 2011, il a obtient le prix de la meilleure musique à la 2e cérémonie des Ensors.